# Aljaraque (kommunhuvudort)
Aljaraque är en kommunhuvudort i Spanien.   Den ligger i provinsen Provincia de Huelva och regionen Andalusien, i den sydvästra delen av landet, 500 km sydväst om huvudstaden Madrid. Aljaraque ligger 30 meter över havet och antalet invånare är 17 960.
Terrängen runt Aljaraque är platt. Runt Aljaraque är det tätbefolkat, med 790 invånare per kvadratkilometer. Närmaste större samhälle är Huelva, 7,3 km öster om Aljaraque. Runt Aljaraque är det i huvudsak tätbebyggt.